# Шаленко Валерій Семенович
Вале́рій Семе́нович Шале́нко (31 липня 1947, Сокаль — 1 липня 2020, Львів) — український художник, вітражист, графік і живописець. Член Спілки художників України, кавалер ордена святого архистратига Михаїла.

## Біографія
Валерій Шаленко народився в сім'ї службовця Семена Шаленка (1927—2005) і вчительки Галини Шаленко (1927—1993; до шлюбу Бородай), уродженців села Жуки. Має молодшу сестру Людмилу (* 1952). 1948 року родина Шаленків переїхала до Жуків, де 1954 року Валерій пішов до першого класу місцевої школи. З наступного року й до 1962-го вчився у Лубенській середній школі № 4, а з 1962-го — у Лубенській середній школі № 1, яку закінчив у 1964-му. У Лубнах відвідував художню студію робітничої молоді (нині Лубенська художня школа), брав уроки у Василя Семенюти. У 1964—1966 роках навчався у Сімферопольському художньому училищі імені Миколи Самокиша на спеціальності «Живопис». 1966 року Валерій Шаленко вступив до Львівського інституту прикладного і декоративного мистецтва (спеціальність «Художнє скло») й закінчив його у 1971 році. Наставниками Валерія Шаленка були, зокрема, Роман Сельський (композиція), Теофіл Максисько (живопис), Володимир Овсійчук (кольорознавство) і Яким Запаско (історія українського мистецтва). Природу скла вивчав у видатного склодува Мечислава Павловського. Дипломною роботою Шаленка був вітраж «Українське мистецтво», який міститься у другому корпусі Львівського національного музею (вулиця Драгоманова, 42).
У 1971—1972 роках Валерій Шаленко працював у Львівських реставраційних майстернях Державного історико-архітектурного заповідника, з 1976 — по 2000 рік — у Львівському виробничому художньо-оформлювальному комбінаті. З 2002 по 2011 рік викладав композицію і живопис у Львівському художньому училищі імені Івана Труша (монументальний відділ). 1989 року вступив до Національної спілки художників України. З 2001 року очолює секцію монументального мистецтва цієї спілки. У 2006 році нагороджений орденом Архангела Михаїла УПЦ КП.
З 1966-го живе у Львові. У листопаді 1986 року одружився з Тетяною Іванчук (нар. 10 травня 1960, за фахом хормейстерка-бандуристка), яка нині очолює хлопчачу капелу бандуристів «Гамалія» й обласну організацію Всеукраїнського жіночого товариства імені Олени Теліги. У 1987 в них народилася дочка Ярина.

## Творчість
Від часу закінчення інституту Шаленко постійно працює в жанрі монументального мистецтва. Виконує вітражі у класичній техніці (свинцева спайка, розпис керамічними фарбами, випал у муфельній печі). Сам робить ескізи, картони та виконує у матеріалі. Більшість робіт — фігурні композиції. Головні роботи містяться в різноманітних закладах та сакральних спорудах міст України: Валерій Шаленко виконав вітражі для Львівського автовокзалу, Другого поліклінічного відділення 1-Ї міської клінічної лікарні (вулиця Мазепи), Львівського зооветеринарного інституту, львівської філії Національного банку України, Державного історико-культурного заповідника «Нагуєвичі» та інших організацій і установ.
Окремим великим періодом у творчості Шаленка є вітражі для сакральних споруд. Це, зокрема, церква святих Ольги і Єлизавети (Львів), церква Святого Андрія Первозваного (Львів), церква Матері Божої Пресвятої Богородиці — Володарки України (Львів, вулиця Новознесенська), монастир Згромадження сестер-служебниць Непорочної Діви Марії (Львів, вулиця Пасічна), церкви в селах Кавське, Кабарівці, Шевченкове (уточнити район!) і Віжомля.
За сім вітражів, створених для церкви в останньому зі згаданих сіл, 2006 року з ініціативи Патріарха Філарета Валерій Шаленко був нагороджений орденом святого архистратига Михаїла УПЦ КП.
Окрім вітражів, митець працює у графіці та живописі. До 200-ліття Тараса Шевченка він створив цикл робіт «Навколо Тараса» (20 композицій) за спогадами сучасників Шевченка. Цей цикл експонувався на ювілейній виставці у Львівському палаці мистецтв.
Малярські та графічні роботи Шаленка містяться у приватних колекціях у Канаді, Греції, Чехії та Україні.
Валерій Шаленко — незмінний учасник щорічних виставок «Весняний сезон» та «Осінній сезон», які відбуваються під егідою Клубу українських митців.
Шаленко — автор численних мистецтвознавчих публікацій у наукових виданнях, зокрема про традиції і новаторство львівського вітражиста Петра Холодного.

### Список вітражів
1. Львівська обласна бібліотека для дітей — вітраж для вікон сходового майданчика, 1975 рік
2. Декоративні вітражі для Національного банку м. Львова, 1987
3. 8 вітражів для храму св. Ольги та Єлисавети, 1992—1993
4. Вітражі для храму с. Кабаринці, 1993
5. 4 вітражі для автокефального храму св. Андрія Первозваного, 1994—1995
6. Вітраж для храму св. Параскеви с. Шевченкове Івано-Франківської обл. 1996
7. 4 вітражі для каплиці сестер-служебниць Непорочної Діви Марії, Львів, 2000—2001
8. 10 вітражів для храму св. Івана Хрестителя с. Віжомлі, Яворівського р-ну, Львівської обл., 2005—2009:

 — «Хрещення України-Руси», 2,5 м х 4 м
 — «Бог Отець», «Бог Син», «Святий дух», 2 м х 4 м
 — «Різдво Христове», 2,5 м х 4 м
 — «Сходження в пекло», 2,5 м х 4,5 м
 — «Воскресіння», 2,5 м х 4 м
 — «Усікновіння голови Івана Хрестителя», 2,5 м х 4 м
 — «Св. Борис», «Св. Гліб» 1 м х 0,60 м
9. Комплекс вітражів для меморіального музею Івана Франка (Нагуєвичі, Львівська обл.), 2004—2005:
 — «Франко і Галичина», 2 м х 5 м
 — «Захар Беркут», 2 м.х 5 м
 — «Гуцульська сім'я», 2 м х 5 м
 — «Мойсей», 2 м х 5 м
10. 14 вітражів (дванадцять апостолів, митрополит Андрей Шептицький і патріарх Йосиф Сліпий) для храму Матері Божої Богородиці Володарки України Львова. Кожен вітраж 1 м х 5 м, 2008—2014

11. Два вітражі для музею визвольних змагань, 2011—2012:
 — «Історія України» 4 м х 2 м
 — «Гімн України на тлі історичних подій» 4 м х 2 м
12. Три вітражі для готелю «Гофман» (Чехія, Прага), 1,5 м х 1 м

### Список окремих малярських і графічних творів
- «Ранок», 1972, папір, фломастер, 21 см х 29 см
- «Щаслива», 1972, папір, туш, 17х27
- «Автопортрет», 1975, папір, олівець, 25х38
- «Дискусія», 1975, папір, олівець, 38х25
- «Майстрова», 1975, папір, акварель, 35х29,5
- «Баяніст», 1976, папір, вугіль, 29х20
- «Старий за мольбертом», 1976, папір, олівець, 38х25
- «Пора розпинати», 1976, папір, олівець, 38х25
- «Трибун», 1978, папір, акварель, 38х25
- «Портрет Олега Лишеги», 1978, полотно, олія, 70х50
- «Портрет Володимира Богуна», 1978, папір, акварель, 62х26,5
- «Чекання», 1980-ті, папір, акварель, 28х36
- «Очікування грому. Портрет молодого Волта Вітмена», 1980, папір, туш, акварель, 38х25
- «Відьма і чорт» (ілюстрація до твору Миколи Гоголя «Ніч перед Різдвом»), 1982, туш, перо, 25х37
- «Вихідний день», 1982, папір, олівець, акварель, 19,5х32
- «Синій портрет», 1984, картон, олія, 39х56,5
- «Різдво у Львові», 1985, папір, акварель, 38х25
- «Сільське гуляння», 1985, полотно, олія, 40х70
- «Улюблене місто», 1985, папір, акварель, 20х30
- «День», 1985, папір, акварель, 36х23
- «День у Львові», 1985, папір, акварель, 24х32
- «Розмова жінок», 1985, папір, акварель, 15х20
- «Серпень», 1986, папір, акварель, 24х46
- «Портрет львів'янки», 1988, папір, акварель, 31,4х30,8
- «Портрет Василя Польового», 1989, папір, олівець, 30х20
- «Тарас Шевченко у Брюллова» (ілюстрація до твору «Щоденник художника Мокрицького»), 1989, папір, олівець, 30х12,5
- «Звуки ночі», 1989, папір, акварель, 32х24
- «Щаслива», 1989, папір, акварель, 27х40
- «Свята», 1990-ті, папір, олівець, 30х20
- «Солом'яний капелюх», 1990, папір, акварель, 36х23
- «Емігрантка», 1990, акварель, кольорова туш, 36,5х26,5
- «Колють свиню в Семенівці», 1991, папір, олівець, акварель, 30х21
- «Автопортрет у капелюсі», 1994, папір, акварель, 36х23
- «Скоро літо», 1995, папір, акварель, 43х28,5
- «Трамвай», 1995, папір, акварель, 31х23
- «Весна», 1998, папір, акварель, 24х32
- «Молитва», 1998, папір, акварель, 24х32
- «У парку», 2000, папір, акварель, 48х35,3
- «Автопортрети», 2000, папір, акварель, 36х48
- «Розмова», 2000, папір, акварель, 33х60
- «Згадуючи Гоголя», 2005, полотно, олія, 85х65
- «Дорога в Щирець», 2005, полотно, олія, 63,5х78
- «Ніч у Львові», 2005, папір, акварель, 36х24
- «Буря», 2005, папір, акварель, 41,5х35
- «Гуляння в палаці», 2006, полотно, олія, 95х70
- «Львівський полудень», 2007, папір, олівець, акварель, 36х25
- «Свята вечеря», 2011, полотно, олія, 60х50

## Мистецтвознавчі праці
- Валерій Шаленко. «Вітражі Петра Холодного в Успенській церкві м. Львова». С. 211
- Валерій Шаленко. «Історія релігій в Україні» — матеріали IX Міжнародної конференції 11-13 травня 1999 року, книга II (Н-Я). — Львів: «Логос», 1999
- Валерій Шаленко. «Вітраж – це рух кольору і світла» (с. 42) // часопис «Є», 2004, № 3
- Валерій Шаленко. «Вітражі: симфонія світла» (с. 34) // часопис «Є», 2007, № 3

## Персональні виставки
- 2009 — виставка «ЛИШЕГАШАЛЕНКО», де були представлені графічні та живописні твори.
- 2015, березень — виставка «Навколо Тараса» у Львівському палаці мистецтв
- 2015, червень — виставка «Навколо Тараса» у самбірському музеї «Бойківщина»
- 2015, жовтень — виставка «Навколо Тараса» в Національному музеї Тараса Шевченка в Києві